# We R Who We R
"We R Who We R" är en låt av den amerikanska sångerskan Kesha och den första singeln från EP-skivan Cannibal. Låten utgavs som albumets första singeln den 22 oktober 2010. Kesha skrev låten tillsammans med Dr. Luke, Benny Blanco och Ammo som också producerade låten. Låten handlar om att vara sig själv.

## Skrivande och inspiration
Kesha skrev "We R Who We R" med Dr. Luke, Benny Blanco och Ammo. Kesha skrev låten efter att mobbning hade lett till flera självmord bland homosexuella ungdomar. Hon sa: "De här självmorden upprörde mig verkligen eftersom jag själv har varit ett hatobjekt. Jag kan inte ens föreställa mig hur de här ungdomarna mådde. Vad jag går igenom är ingenting jämfört med vad de fick erfara. Kom bara ihåg att saker och ting blir faktiskt bättre och att man behöver skatta sig lycklig för vem man är." Hon hoppades också att låten skulle bli en hymn för "konstiga personer" och sa, "Varje udda egenskap man har är vacker och gör livet intressant. Förhoppningsvis fångar låten verkligen känslan att vilja hylla vem man är."

## Topplistor
| Topplista (2010)             | Högsta position |
| ---------------------------- | --------------- |
| Australien                   | 1               |
| Belgien (Flandern Ultratip)  | 38              |
| Belgien (Vallonien Ultratip) | 38              |
| Irland                       | 32              |
| Japan                        | 22              |
| Kanada                       | 2               |
| Norge                        | 18              |
| Nya Zeeland                  | 4               |
| Slovakien                    | 36              |
| Sverige                      | 22              |
| Tjeckien                     | 32              |
| USA Billboard Hot 100        | 1               |
| USA Billboard Pop Songs      | 6               |
| Österrike                    | 26              |

## Utgivningshistorik
| Land        | Datum           | Format              |
| ----------- | --------------- | ------------------- |
| Australien  | 22 oktober 2010 | Digital nedladdning |
| Kanada      | 22 oktober 2010 | Digital nedladdning |
| Nya Zeeland | 22 oktober 2010 | Digital nedladdning |
| Sverige     | 22 oktober 2010 | Digital nedladdning |
| USA         | 22 oktober 2010 | Digital nedladdning |